# Dryadissector
Dryadissector — вимерлий рід вараноїдних ящірок, представлений типовим видом Dryadissector shilleri з пізньої крейди в Техасі. Дріадисектор відомий лише з окремих зубів, які могли випасти з живих особин. Ці зуби поширені в ранніх кампанських шарах у формації Агуджа, які датуються приблизно 80–82 мільйонами років. Зуби дріадисектора надзвичайно схожі на зуби тероподових динозаврів, що призвело до того, що спочатку їх помилково ідентифікували як останки теропод. Подібно до зубів тероподів, зуби дріадисектора загнуті назад, стиснуті з боків і зазубрені. Однак їхня спорідненість з ящірками стає очевидною завдяки зубцям, які менші та численніші, ніж у теропод, а також опуклості на внутрішній поверхні основи кожного зуба, характерній для вараноїдів.
У більшості скам’янілостей пізньої крейди, де співіснують вараноїди та тероподи (наприклад, у формаціях Форемоста та Олдмана в Альберті, де вараноїд Palaeosaniwa зустрічається поряд із тероподами, такими як Saurornitholestes), вараноїди є рідкісним компонентом фауни, а зуби тероподів значно перевершують чисельність зубів вараноїдів. Навпаки, у нижній частині формації Агуджа зуби Dryadissector перевищують кількість зубів усіх видів теропод разом узятих. Отже, нижня Агуджа може зберегти рідкісну екосистему, в якій вараноїдні ящірки випередили малих тероподів як панівних мезохижаків.